# بني جماعه
بني جُماعة ومفردها الجُماعي هي إحدى قبائل خولان بن عامر، وتعد من القبائل القحطانية المعروفة التي تعود في نسبها إلى هاني بن خولان بن عمرو بن الحاف بن قضاعة،وهو من أبناء خولان الذين ورد ذكرهم في كتب الأنساب القديمة مثل كتاب الإكليل لـالهمداني.

## النسب
بني جماعة هي إحدى قبائل خولان بن عامر، تعود في نسبها إلى هاني بن خولان بن عمرو بن الحاف بن قضاعة. تسكن القبيلة في منطقة جبال السراة بمحافظة صعدة، وتمتد فروعها إلى مناطق في عسير وجازان جنوب السعودية.
تتكون قبيلة بني جماعة من فرعين رئيسيين :
- آل نَصر
- آل حِلف

ومن أبرز قبائل آل نصر:
- بنو حُذَيفة
- آل الربيع
- آل بدر
- بنو الخطاب
- ال تليد
- المعاريف
- ولد عمرو وغيرهم

أما قبائل آل حلف، فمنهم:
- بنو سويد
- ومنهم المشائخ آل حربه
- آل العجري
- بنو عباد
- آل شاعب
- آل غثوان
- آل جابر (في وادي آل جابر)
- ثم المشائخ آل قملاء وآل طلان في قطابر

## الموطن
تسكن قبيلة بني جماعة في عدة مناطق داخل اليمن والسعودية، وتحديدًا في:
- محافظة صعدة و إب شمال اليمن .  ومن أهم قرى قبائل جماعه: مجز، رغافه ضحيان، فلله، يسنم، باقم، أم ليلى، مدران في بلاد الت الربيع، أشمس، التالوق في بلاد بني سويد وادي بوصان، وغيرها من المناطق التي اشتهرت قديما لكونها من مراكز العلم التي يقصدها الطلبه كما أنها مناطق زراعية خصبة. ..
- منطقة جازان، عسير، خميس مشيط، أبها، وعدة مواقع في المملكه العربية السعودية.

كما تسكن القبيلة في ديار مشهورة مثل:
- الربوعة، وهي من الديار المعروفة لقبيلة آل تليد الجماعية.
- أجزاء من جبال فيفاء.

كما يوجد امتداد محدود جدًا لأفراد القبيلة في دول الخليج، مثل الإمارات وقطر.

## عدد أفراد القبيلة
يُقدّر عدد أفراد قبيلة بني جماعة بعدد كبير، إلا أنه لا يوجد إحصاء دقيق رسمي يحدد عددهم حتى اليوم .

## شخصيات بارزة
من أبرز شخصيات القبيلة:
- الشيخ يحيى بن محمد آل مقيت الجماعي – شيخ شمل قبائل بني جماعة وخولان بن عامر كافة في المملكة العربية السعودية واليمن .
- الامير احمد بن عامر الجُماعي

امير بني جماعه في نجد الجماعي وبني جامع كبير في امارته يقدر عمره ٥٠٠ سنه الى الان.

## التحالفات
تعد بني جماعة جزءًا من التحالف القبلي المعروف بـحلف اليهانية، الذي يضم عدة قبائل من خولان بن عامر مثل: بني مالك، قيس، فيفاء، آل جابر، الودعان وغيرهم.